# Jutra Awards
Il Jutra Award o Premio Jutra è un premio cinematografico canadese assegnato con cadenza annuale, che riconosce il talento e la realizzazione nel settore della cinematografia nella provincia del Quebec. Introdotto nel 1999 e progettato dallo scultore Charles Daudelin, il Premio Jutra prende il nome dal cineasta Claude Jutra e viene assegnato per varie categorie, quali recitazione, sceneggiatura e categorie specifiche quali miglior attore, attrice, regista, sceneggiatura, ecc. 
Non deve essere confuso con il Claude Jutra Award, un premio speciale presentato dalla Academy of Canadian Cinema & Television.